# さよならポニーテール
さよならポニーテールは日本の音楽活動を中心とするグループ。略称はさよポニ。

## 概要
メンバーは女性ボーカル5人を中心に、ソングライター、サポートが加わる。声以外の素性は一切非公表の覆面ユニットであり、ビジュアルは漫画風のイラストで表現されている。イラスト内では非実在の架空メンバーも含む。ミュージックビデオで実写の少女が曲に合わせてリップシンクすることがあるが、実際のメンバーではない。活動は主にSNS上のみで、本人出演のライブなども行っていない。
デビュー時のボーカルは、みぃな、あゆみん、なっちゃんの3人。2012年12月に、ゆゆ、しゅか、が加わった。「あゆみん」については2013年12月に代替わりし、現在の「あゆみん」は2代目である。
イラスト作成及びTwitterでの公式アカウントを担当するメンバーを「神さま」と呼んでいる。2013年6月10日までは「ゆりたん」が担当。それ以降は「ちぃたん」が担当している。
ディレクター兼プロジェクトマネージャーは田口貴章。
ネットや自主レーベルでファンを獲得していき、2011年10月12日にデビューアルバム『魔法のメロディ』をエピックレコードジャパンから発売した。

## メンバー

### ボーカル
| No | 名前       | イメージカラー | 主な髪形             | 備考                           |
| -- | ---------- | -------------- | -------------------- | ------------------------------ |
| 1  | みぃな     | 赤             | 金髪のツインテール   |                                |
| 2  | あゆみん   | 青             | 青のポニーテール     | -2013/12(初代),2013/12-(2代目) |
| 3  | なっちゃん | 黄             | 栗色のボブ           |                                |
| 4  | ゆゆ       | 紫             | 紫のロングストレート | 2012/12-                       |
| 5  | しゅか     | 緑             | 緑のツインテール     | 2012/12-                       |

### ソングライター
| 人名     | 主な設定       |
| -------- | -------------- |
| クロネコ | 腹黒、宣伝     |
| ふっくん | 作詞、作曲など |
| マウマウ | アレンジなど   |
| 324P     | MIXなど        |
| メグ     | サックスなど   |

### サポート
| 人名       | 役割        | 備考                           |
| ---------- | ----------- | ------------------------------ |
| Sちゃん    | 広報        | 実在。2015年11月2日現在四代目  |
| めがねくん | 広報        | 非実在。                       |
| ゆりたん   | 初代神さま  | デビュー - 2013年6月10日 21:00 |
| ちぃたん   | 2代目神さま | ゆりたん卒業 - 2016年12月26日  |

## 特徴
- メンバーの背後に著名な人物はおらず、試行錯誤しながら自主制作のように作り始めた[11]。
- クロネコとゆりたん以外のメンバー同士は直接の交流がなく、互いの顔や素性も知らないまま活動を続けている。クロネコは、正体の秘匿を徹底することで、今までの音楽概念に囚われない面白いものが出来上がると考え、「SNS的である」と表現している[12]。
- 音楽活動では、みぃながリードボーカルを務め、あゆみん、なっちゃんらがコーラスをするスタイルが多く、「どこか懐かしいのに新鮮に響くサウンド」、「質の高いメロディーと歌詞」[13]などと評される。
- WEBラジオではキャラクターに沿った声色と内容で進行する。
- アルバムやシングルのリリースイベントではメンバーは登場せず、別のグループによるトリビュート的なライブが行われ[14]、初出しの音源が披露されるのが恒例になっている。Twitterでメンバーとのやりとりも行われる[15]。
- 楽曲のMVの監督を、これまで監督をしたことのない人に頼んでいる（写真家の青山裕企、アイドルの夢眠ねむなど）。
- 漫画家としても活動しており、コミックはCDより先に出版している[16]。自身のCDのジャケットやパンフレットなども同じ世界観で統一されている。

## 作品

### 特典CD
| 発売日         | タイトル   | 収録曲     |
| -------------- | ---------- | ---------- |
| 2013年08月13日 | 秘密の時間 | 秘密の時間 |

### 参加作品
- 『モテキ的音楽のススメ Covers for MTK Lovers盤』（2011年9月21日） - 映画のコンピレーション、「SAY YES」（CHAGE and ASKAのカバー）で参加
- 『Cafe SQ』（2011年11月23日） - 「素敵だね」（SmileR feat. みぃな）で参加
- Galileo Galilei
  - 『PORTAL』（2012年1月25日） - みぃながコーラスで参加
  - 『Baby, It's Cold Outside』（2012年10月31日） - みぃながコーラスで参加
  - 『サークルゲーム』（2013年8月21日） - みぃながコーラスで参加
- 『今日、恋をはじめます』オフィシャル・アルバム（2012年12月5日） - 映画のサウンドトラック、「きみになりたい」で参加[23]
- BiS『うりゃおい!!!』（2014年7月2日） - DISC2「 あの頃（BiS Kyoushuku version）」で参加
- 『ブルー リフレクション 幻に舞う少女の剣』オフィシャルサウンドトラック（2017年03月30日）- 主題歌、「リフレクト」、「さよなら、笑って」（作詞・作曲：ふっくん、編曲：マウマウ）で参加
- Megu
  - 「星のかけら」（2017年6月2日）-（作詞・作曲・編曲：マウマウ）で参加
  - 「いつかきかせて」（2018年6月3日）-（作詞・作曲：ふっくん、編曲：マウマウ）で参加
- connie 『VOICES』（2019年8月21日） - 「美しいほし feat.みぃな」 で参加

### 未音源化曲
- 「まったりしてしまったり feat. 初音ミク」
- 「王国のベッドルーム」
- 「意気地ナシ卒業」

#### ソロプロジェクト
みぃな、なっちゃん、ゆゆ、メグ、クロネコがそれぞれ「みぃなとルーチ」、「なっちゃんとタント」、「ゆゆとマジシャン」、「メグとパトロン」、「黒猫と王国」名義でソロプロジェクト曲を発表しているが、その中で未音源化の曲は以下のとおり。
- なっちゃんとタント -「またあしたね」
- ゆゆとマジシャン -「ラブシック・ジェラート」
- メグとパトロン -「よなよなWhite Night」、「エンディング・ソング」
- 黒猫と王国 -「空想と現実と創作と曖昧」、「8月, 夏休み と 9月, レッスン」

りぃこ、よっちゃん、まぁみんの女の子3人組からなる「おはようツインテール」（略して・”おはツイ”）名義で別のユニット曲を発表している

### ミュージックビデオ
| 監督                           | 曲名 |
| ------------------------------ | --- |
| 青山裕企                       | 無気力スイッチ - YouTube |
| AC部                           | ナタリー - YouTube |
| 岸田メル                       | ふたりぼっち - YouTube |
| 古賀学                         | ヘイ!!にゃん♡ - YouTube |
| さよならポニーテールと山本監督 | 思い出がカナしくなる前に - YouTube |
| スミネム                       | 新世界交響楽 - YouTube ※出演：久間田琳加 |
| 瀬田なつき                     | 恋するスポーツ - YouTube ※出演：中山絵梨奈, 矢沢華奈子 |
| 土屋亮一（シベリア少女鉄道）   | 青春ファンタジア - YouTube ※出演：中嶋春陽, 葉月（瀬名葉月） |
| 夢眠ねむ                       | ぼくらの季節 - YouTube ※出演：森川葵 |
| 吉田ユニ                       | 空も飛べるはず - YouTube |
| 不明                           | アンジー - YouTube さよなら、ありがとぉ（みぃな弾き語りver.） - YouTube ダンスフロアとカボチャのおばけ - YouTube 天気予報の恋人 - YouTube 冬物語 - YouTube ヘールシャム - YouTube ぼくたちの卒業 - YouTube まったりしてしまったり feat. 初音ミク - YouTube |
| 田口まき                       | かわいいあのコ - YouTube すーぱーすたー - YouTube ※出演：前田エマ |
| 須藤中也(maruda)               | 夏の魔法 feat.曽我部恵一 - YouTube＋ザ・なつやすみバンド ※出演：Megu（Negicco）, 石野理子（アイドルネッサンス） 放課後てれぽ〜と - YouTube ※出演：野本ゆめか（アイドルネッサンス）、 宮内桃子（川崎純情小町☆）、角川詩織 青春ノスタルジア - YouTube ※出演：宮内桃子（川崎純情小町☆）、角川詩織、宮田萌、小松百合子、高津木乃美 壁をぶちこわせ！ - YouTube ※出演：寺岡真裕香、小林夢生子 |
| ポ・ニー（スタジオポニー）     | 円盤ゆ〜とぴあ - YouTube |
| 山田全自動                     | 空飛ぶ子熊、巡礼ス - YouTube |

## タイアップ
| 曲名                                 | タイアップ                                                                                    |
| ------------------------------------ | --------------------------------------------------------------------------------------------- |
| 空も飛べるはず                       | テレビアニメ『つり球』エンディングテーマ                                                      |
| きみに、なりたい                     | 映画『今日、恋をはじめます』テーマソング                                                      |
| ビアンカ                             | 集英社『別マ』増刊bianca（ビアンカ）』イメージソング                                          |
| 秘密の時間                           | 映画『スクールガール・コンプレックス〜放送部篇〜』主題歌                                      |
| 新世界交響楽                         | テレビアニメ『キルラキル』エンディングテーマ                                                  |
| 「リフレクト」、「さよなら、笑って」 | PlayStation 4、PlayStation Vita用ゲームソフト『ブルー リフレクション 幻に舞う少女の剣』主題歌 |

## 出演

### イベント
全てのイベントにメンバーは出演していない。
- 2011年10月03日 - さよならポニーテール デビューアルバム「魔法のメロディ」発売記念 先行試聴会「きくポニ！」
出演:大山卓也/柏井万作/さやわか/夢眠ねむ
- 2012年05月23日 - さよならポニーテール1stシングル「空も飛べるはず / ビアンカ / 恋するスポーツ」リリースイベント「つりポニ！」
出演:南成江/池田真理子/加藤基/fhána/齋見泰正/藤岡みなみ（ex.PANDA 1/2）/tofubeats
- 2012年12月05日 - さよならポニーテール「なんだかキミが恋しくて」リリース直前イベント「めりポニ！」～新メンバー決定すぺしゃる～
出演:夢眠ねむ/スミス/スズキリ/MMMatsumoto/misumi/田口貴章/前田紀至子
- 2013年03月06日 - さよならポニーテール「『はるポニ！』～春のアイドルスペシャル～」
出演:BiS/lyrical school/土屋亮一/古賀学/ももちゃん14歳/田口貴章/前田紀至子
- 2014年03月05日 - さよならポニーテール「新世界交響楽」リリース当日イベント「帰ってきたはるポニ！」～春のアニメ＆アイドルスペシャル～
出演:寺嶋由芙/TAKENOKO▲/コヤマシゲト/若林広海/スミス/岸田メル

### WEBラジオ
- SCHOOL OF LOCK!、スマホLOCKS!、「さよポニLOCKS!」（2012年12月21日 - 2014年9月 全50回、JFN・TOKYO FM）

## 書籍
|  | 本 |  | 未単行本化 |

|    | 作品名                               | 画         | 種             | 発行         | 掲載誌                                        | 注記                               |
| -- | ------------------------------------ | ---------- | -------------- | ------------ | --------------------------------------------- | ---------------------------------- |
| 1  | きみのことば                         | ゆりたん   | 単行本         | 太田出版     | 2011年10月8日（描き下ろし）                   |                                    |
| 2  | さよならポニーテール 宇宙戦士編      | ゆりたん   | 読切           | 太田出版     | ぽこぽこ 2011年10月12日 - 28日                | 配信終了                           |
| 3  | ひみつのスノーストーリー             | ゆりたん   | 読切           | プレビジョン | Spoon. 2012年2月号 No.86                      |                                    |
| 4  | ねぇ バンドやろうよ☆                 | ゆりたん   | 読切           | プレビジョン | FREECELL特別号 ST☆RISH (2012年1月31日発表)    |                                    |
| 5  | なっちゃんの写真                     | ゆりたん   | 読切           | 自主制作     | マンガ誌「ジオラマ」第2号（2012年2月5日発表） |                                    |
| 6  | ある日の江の島                       | ゆりたん   | 読切           | プレビジョン | 別冊spoon. 2Di Vol.19（2012年5月31日発表）    | テレビアニメ『つり球』のタイアップ |
| 7  | 小さな森の大きな木                   | ゆりたん   | 単行本         | リトルモア   | 2012年6月6日（描き下ろし）                    |                                    |
| 8  | ニャンポニ劇場                       | ゆりたん   | 読切           | プレビジョン | Spoon. 2012年10月号 No.90                     |                                    |
| 9  | 星屑とコスモス                       | ゆりたん   | 単行本         | 集英社       | 2013年3月26日（単行本発行）                   |                                    |
| 10 | さよならポニーテールの放課後れっすん | ちぃたん   | 連載           | Honto        | honto+ 2013年7月3日 - 2016年7月7日            | 配信終了                           |
| 12 | ひみつの時間                         | ちぃたん   | イラスト集     | ポプラ社     | 2016年6月22日                                 |                                    |
| 13 | 奇妙なペンフレンド                   | 内山ユニコ | テキストブック | 自主制作     | 2020年2月5日（第１号） 2022年3月1日（第２号） |                                    |